# Guillem de Montserrat
Guillem de Montserrat (Tarragona, segona meitat segle xv - ?), fou un jurista i escriptor català en llengua llatina.

## Biografia[1]
L'any 1497 estudià a París.
Va mantenir una gran amistat amb el cardenal Guido de Rochefort. A causa d'això, s'ocupà de la Pragmàtica Sanció donada per Carles VII de França l'any 1438, relativa a les llibertats de l'església francesa.

## Obres
- Comentarium super pragmatica sanctione (París 1666)
- De successione Regnum Galliae (Lió 1519).